# Walter D. Connor
Walter Downing Connor (* 20. April 1942 in Islip, New York; † 27. Januar 2022 in Boston) war ein US-amerikanischer Politikwissenschaftler, Soziologe und Hochschullehrer.

## Leben und Wirken
Walter D. Connor studierte Politikwissenschaft und Soziologie zunächst am College of the Holy Cross, wo er 1963 sein Bachelorexamen ablegte. Sein Studium setzte er an der Princeton University fort. Dort schloss er 1966 mit dem Magisterexamen und 1969 mit der Promotion zum Ph.D. ab. Von 1968 bis 1976 war er wissenschaftlicher Assistent für das Fach Soziologie an der University of Michigan. Von 1976 bis 1984 war er Mitarbeiter am Foreign Service Institute des U.S. State Department und leitete dort die Abteilung für "Soviet and East European Studies". Anschließend lehrte er als Professor für Politikwissenschaft, Internationale Politik und Soziologie an der Boston University. Gastprofessuren hatte er University of Virginia (1981 bis 1984) und an der Columbia University (1989) inne.
Connor war ein Experte für Politik und Gesellschaft in der Sowjetunion und den osteuropäischen Staaten. Bereits gegen Ende (1969) seiner Studienzeit hielt er sich zu einem Forschungsaufenthalt an der Universität Moskau auf. Eingehend untersuchte er auch die postkommunistische Entwicklung in Russland.

## Veröffentlichungen (Auswahl)
- Juvenile delinquincy in the U.S.S.R. Some quantitative and qualitative indicators. In: American sociological review, Bd. 35 (1970), S. 283–297.
- Alcohol and Soviet society. In: Slavic review, Bd. 30 (1971), S. 570–588.

- Deviance in Soviet society. Crime, delinquency, and alcoholism. Columbia University Press, New York 1972, ISBN 0-231-03439-3 (= teilw. Dissertation an der Princeton University).
- Dissent in a complex society. The Soviet case. In: Problems of communism, Bd. 22 (1973), S. 40–52.
- Education and national development in the European socialist states. A model for the Third World? In: Comparative studies in society and history, Bd. 17 (1975), S. 326–348.
- Social consequences of economic reforms in Eastern Europe. In: Zbigniew M. Fallenbuchl (Hrsg.): Reforms, technology, and income distribution. Praeger, New York 1975, S. 65–99, ISBN 0-275-56150-X.
- Deviance, stress, and modernization in Eastern Europe. In: Mark G. Field (Hrsg.): Social consequences of modernization in communist societies. Johns Hopkins University Press, Baltimore 1976, S. 181–203, ISBN 0-8018-1786-2.
- (Mitautor): Public opinion in European Socialist systems. Praeger, New York 1977, ISBN 0-03-040931-4.
- Social change and stability in Eastern Europe. In: Problems of communism, Bd. 26 (1977), S. 16–32.
- Socialism, work, and equality. In: Irving Louis Horowitz (Hrsg.): Equity, income, and policy. Comparative studies in three worlds of development. Praeger, New York 1977, S. 146–175, ISBN 0-275-56570-X.
- Socialism, politics, and equality. Hierarchy and change in eastern Europe and the USSR. Columbia University Press, New York 1979, ISBN 0-231-04318-X.
- Workers, politics, and class consciousness. In: Arcadius Kahan (Hrsg.): Industrial labour in the U.S.S.R. Pergamon Press, New York 1979, S. 313–332, ISBN 0-08-023701-0.
- (Mitautor): Contemporary Soviet society. Sociological perspectives. Praeger, New York 1980, ISBN 0-03-055916-2.
- Mass expectations and regime performance. In: Seweryn Bialer (Hrsg.): The domestic context of Soviet foreign policy. Westview Press, Boulder, Colo. 1981, S. 155–173, ISBN 0-89158-783-7.
- Die Sowjetwirtschaft unter Andropow und die Politik des Westens. In: Europäische Rundschau, Bd. 12 (1984), S. 27–43.
- Social policy under Gorbachev. In: Problems of communism, Bd. 35 (1986), S. 31–46.
- Socialism's dilemmas. State and society in the Soviet bloc. Columbia University Press, New York 1988, ISBN 0-231-06606-6.
- The accidental proletariat. Workers, politics, and crisis in Gorbachev's Russia. Princeton University Press, Princeton, NJ 1991, ISBN 0-691-07787-8.
- Class, social structure, nationality. In: Alexander J. Motyl (Hrsg.): The Post Soviet nations. Perspectives on the demise of the USSR. Columbia University, New York 1992, S. 272–301, ISBN 0-231-07894-3.
- (Hrsg.): The Polish road from socialism. The economics, sociology, and politics of transition. Sharpe, Armonk, NY 1992, ISBN 0-87332-886-8.
- Tattered banners. Labor, conflict, and corporatism in postcommunist Russia. Westview Press, Boulder, Colo. 1996, ISBN 0-8133-2911-6.
- Five years without a plan. Workers in Russia's economic revolution. In: Aleksandra Jasińska-Kania (Hrsg.): Power and social structure. Essays in honor of Włodzimierz Wesołowsk. Wydawn. Uniw. Warszawskiega, Warszawa 1999, S. 212–224, ISBN 83-235-0128-9.
- New World of Work. Employment, Unemployment, and Adaption. In: Mark G. Field (Hrsg.): Russia's torn safety nets. Health and social welfare during the transition. St. Martin's Press, New York 2000, S. 191–212, ISBN 0-312-22916-X.
- Class, status, powerlessness. Workers in Postcommunist Russia. In: David Lane (Hrsg.): The legacy of state socialism and the future of transformation. Rowman & Littlefield, Lanham, MD 2002, S. 191–206, ISBN 0-7425-1792-6.
- Builder and destroyer. Thoughts on Gorbachev's Soviet revolutions, 1985–1991. In: Demokratizatsiya. The journal of post-Soviet democratization, Bd. 13 (2005), S. 173–191.
- A Russia that can say "no"? In: Communist and post-communist studies, Bd. 40 (2007), S. 383–391.
- Beyond models and regulation. Eastward expansion versus retrenchement in the "new" EU? In: Wojciech Bieńkowski (Hrsg.): Growth versus security. Old and new EU members' quest for a new economic and social model. Palgrave Macmillan, Basingstoke 2008, S. 178–199, ISBN 0-230-20053-2.